# Gyretes glabratus
Gyretes glabratus is een keversoort uit de familie van schrijvertjes (Gyrinidae). De wetenschappelijke naam van de soort is voor het eerst geldig gepubliceerd in 1882 door Régimbart.